# 21942 Subramanian
21942 Subramanian este un asteroid din centura principală de asteroizi.

## Descriere
21942 Subramanian este un asteroid din centura principală de asteroizi. A fost descoperit pe 9 noiembrie 1999 la Socorro, New Mexico, în cadrul proiectului LINEAR. Asteroidul prezintă o orbită caracterizată de o semiaxă mare de 2,64 ua, o excentricitate de 0,14 și o înclinație de 0,4° în raport cu ecliptica.